# Bildungs- und Tagungszentrum Springe

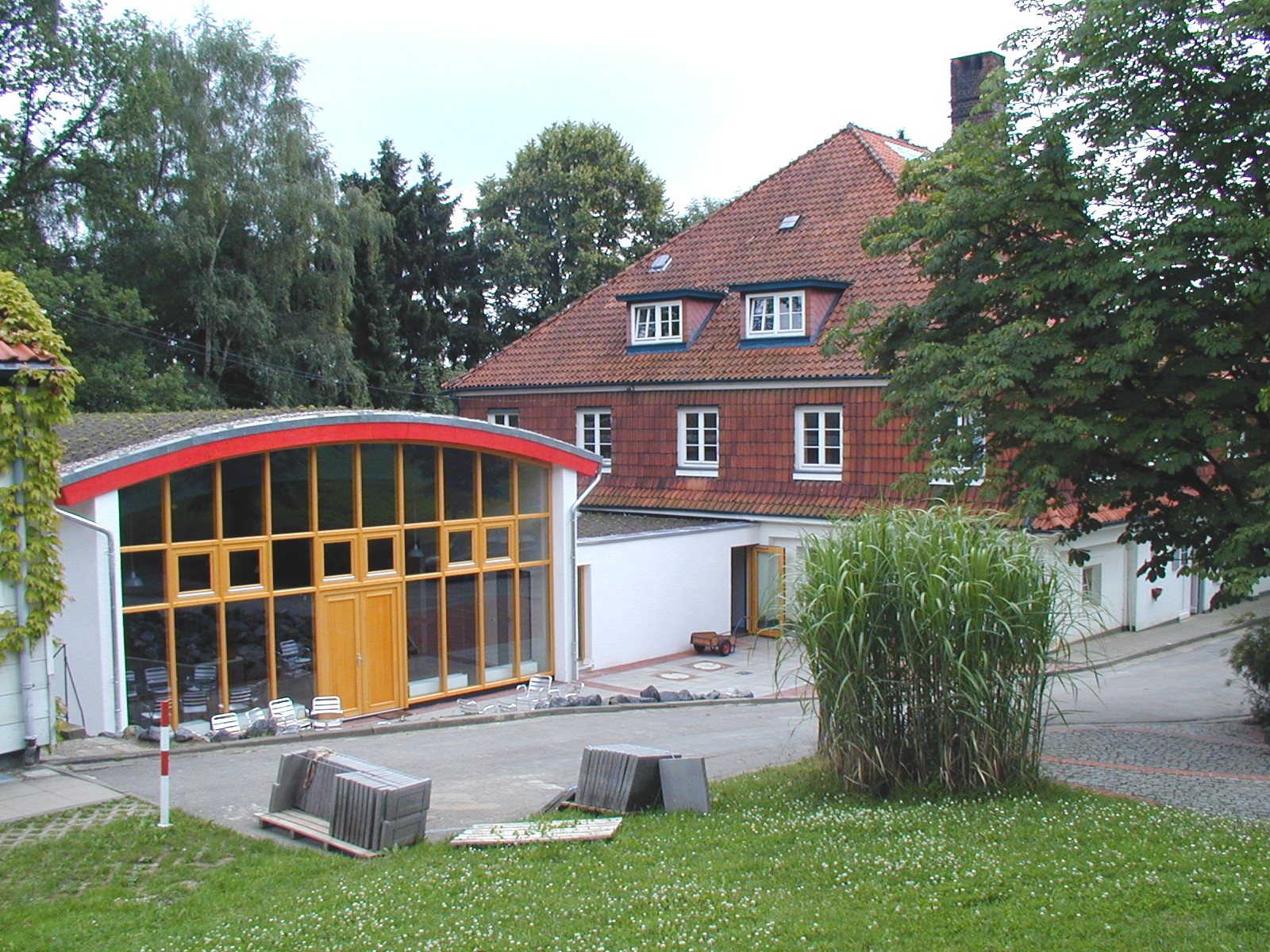
Bildungs- und Tagungszentrum Springe

Das Bildungs- und Tagungszentrum Springe (HVHS Springe) ist eine Bildungseinrichtung in Springe am Deister. Die Einrichtung ist als Heimvolkshochschule eine anerkannte Einrichtung der Erwachsenenbildung in Niedersachsen und in der Rechtsform eines eingetragenen Vereins organisiert.

## Geschichte
In den ersten Jahren der Weimarer Republik entwarfen verschiedene hannoversche Gruppen der Sozialistischen Arbeiter-Jugend (SAJ) den Plan, ein eigenes Gruppenheim einzurichten. Zu diesem Zweck wurde am Stadtrand von Springe ein großes Gelände mit einem Gebäude erworben. 1925 konnte die erste Ausbauphase fertiggestellt werden. Ab 1929 wurde die Einrichtung nach einem österreichischen Sozialisten Victor-Adler-Heim benannt. Nach der Besetzung des Heimes im Jahre 1933 wurde das Haus für das Landjahr-Jugendlager der Nationalsozialisten und als Gebietsführerschule der HJ genutzt. Ab 1943 wurde das Haus dem Friederikenstift als Ausweichkrankenhaus durch die Landesversicherungsanstalt zugeteilt. Nach dem Zweiten Weltkrieg konnte die SPD die Einrichtung von der Landesversicherungsanstalt zurückkaufen und ab Januar 1948 als Bildungseinrichtung für die Partei in Betrieb nehmen. Im weiteren Verlauf wurde die Bildungsarbeit verbreitert. Es wurden Bildungsangebote für Gewerkschafter und Arbeitnehmer geschaffen. Im Zuge dieser Entwicklung besteht seit 1950 die Anerkennung als Heimvolkshochschule. Von 1951 bis 1954 war die aus dem amerikanischen Exil zurückgekehrte Erna Blencke Leiterin der Einrichtung.

## Bedeutung
Die HVHS Springe bietet Bildungsmaßnahmen für Menschen an, die Verantwortung in Betrieben und Verwaltungen, in Kommunalparlamenten, Parteien oder Verbänden übernommen haben oder übernehmen wollen. Dabei kooperiert sie mit der SPD genauso wie mit den etablierten DGB-Gewerkschaften.